# Angelina Ballerina
Angelina Ballerina est une série télévisée d'animation britannique en vingt épisodes de 22 minutes et quatre épisodes spéciaux de 46 minutes, d'après la série de livres pour enfants du même titre créée par Katharine Holabird et Helen Craig, et diffusée du 4 mai 2002 au 5 septembre 2006 sur CITV.
En France, la série est diffusée à partir du 27 mai 2002 sur France 5 dans l'émission Zouzous, puis sur Piwi le 18 décembre 2010,, et au Québec à l'automne 2002 à Télé-Québec puis rediffusé dans les années 2010 sur Yoopa.

## Synopsis
L'histoire d'une petite souris, Angelina Ballerina, qui rêve de devenir ballerine.

## Doublage français
- Edwige Lemoine : Angelina Ballerina
- Hélène Chanson : Miss Lyly

 Source et légende : version française (VF) sur RS Doublage